# Symfonie nr. 10 (Weinberg)
Mieczysław Weinberg voltooide zijn Symfonie nr. 10 in a mineur in 1968.
Deze tiende symfonie schreef Weinberg voor strijkorkest, net zoals zijn tweede en zevende. Het werk ging in première op 8 december 1968 in de kleine zaal van het Conservatorium van Moskou. Het werd toen uitgevoerd oor Rudolf Barshai en het Kamerorkest van Moskou, tevens de opdrachtgever van dit werk. Het werk kwam sindsdien niet vaak meer op de lessenaar. De Duitse première vond (pas) plaats in 2012.
Het werk kent een driedelige opzet, de titels van de delen verwijzen niet naar tempi maar meer naar het karakter van de muziek: 
- Concerto grosso
- Pastorale
- Canzone, Burlesque, Inversie.

De muziek is afwisselend barok en 20e-eeuws. Door het concerto grosso-karakter komen alle partijen (viool, altviool, cello, contrabas) af en toe als soli-instrument bovendrijven, terwijl op andere momenten er sprake is van samenspel (in de verdeling 8, 4, 3, 2).
Nr. 1 · Nr. 2 · Nr. 3 · Nr. 4 · Nr. 5 · Nr. 6 · Nr. 7 · Nr. 8 · Nr. 9 · Nr. 10 · Nr. 11 · Nr. 12 · Nr. 13 · Nr. 14 · Nr. 15 · Nr. 16 · Nr. 17 · Nr. 18 · Nr. 19 · Nr. 20 · Nr. 21 · Nr. 22